# Jürg Federspiel
Jürg Federspiel (Lindau, Cantão de Zurique, 28 de junho de 1931 - Basileia, 12 de janeiro de 2007) foi um escritor, jornalista e crítico suíço.
Jürg Federspiel, era um dos principais nomes da literatura suíça de expressão alemã, chegando a ser considerado como o mais internacional escritor suíço da sua geração. Ficou conhecido com títulos como "Museum des Hasses. Tage in Manhattan" (Museu dos ódios - 1969), "Die Ballade von der Typhoid Mary" (A Balada de Maria Tifos - 1982) e "Geographie der Lust" (Geografia do Prazer - 1989), o romance considerado como a sua obra-prima. Ao longo da sua carreira como escritor publicou mais de vinte romances e colectâneas de contos. Os seus livros foram traduzidos para seis idiomas.

## Primeiros Anos
A primeira vez que Federspiel chamou a atenção foi em 1961, quando publicou o seu livro de afirmação, "Orangen und Tode" (Laranjas e Mortes). O influente crítico literário, Marcel Reich-Ranicki apontou-o, na época, como uma das grandes esperanças da literatura suíça.

## Vida em Nova Iorque
Federspiel foi muito influenciado pelo estilo de contos americanos. Segundo palavras dele: "Antes da Segunda Guerra Mundial havia muitas traduções de autores como Ernest Hemingway e William Faulkner. Li esses livros e fiquei fascinado por esse novo mundo aberto para mim." Mais tarde viveu oito anos em Nova Iorque, sucumbindo ao charme da cidade.
A sua escrita nova-iorquina foi feita de contos e ensaios tais como: "Museum des Hasses", "Die beste Stadt für Blinde und andere Berichte" e "Kilroy"

## Obras preferidas no estrangeiro
Na língua inglesa, talvez tenha sido o romance Die Ballade von der Typhoid Mary (The Ballad of Typhoid Mary, na versão inglesa) a obter mais sucesso. Considerado um trabalho de crítica social, é baseado na história real de Mary Mallon, que na Nova Iorque do início do século XX, se recusou a aceitar que era a fonte de numerosos surtos de febre tifoide. De qualquer forma o autor disse que a novela tinha cinco por cento de realidade e o resto era ficção.
O seu livro mais conhecido na Alemanha, talvez seja Geographie der Lust (Geografia do Prazer), a história de uma bela mulher que aceita uma proposta bilionária para deixar tatuar um mapa nas suas perfeitas nádegas. Enquanto o bilionário e o artista se apaixonam por si, ela escolhe casarcom um cego que nunca verá a marca gravada na sua pele.
As feministas criticaram o livro, mas o autor estava longe de conseguir consensos.

## Desaparecimento e Morte
Federspiel, de 75 anos, que sofria de diabetes e da doença de Parkinson, desaparecera no dia 12 de Janeiro de 2007. Foi encontrado morto numa barragem no rio Reno um mês e meio depois de ter desaparecido. O corpo foi descoberto acidentalmente por uma pessoa que passava domingo de manhã (25 de Janeiro de 2007) pelo local e avistou o corpo a boiar, segundo informou a polícia.
Não parecia muito preocupado com o facto de vir a morrer, sendo a morte um tema recorrente na sua obra. Numa entrevista concedida ao jornal Südostschweiz, em 2005, afirmou: "Acredito que quando você sabe onde e como vai morrer, não receia a morte. Todos nós sabemos que vamos morrer."
Federspiel casou três vezes e deixou um filho.

## Obras
- Orangen und Tode, Munique 1961
- Massaker im Mond, Munique 1963
- Der Mann, der Glück brachte, Munique 1966
- Marco Polos Koffer, Zurique 1968
- Museum des Hasses. Tage in Manhattan, Munique 1969
- Belfridge oder Das Eigentor, Frankfurt am Main 1971
- Die Märchentante, Munique 1971
- Träume aus Plastic, Zurique 1972
- Paratuga kehrt zurück, Darmstadt 1973
- Orangen vor ihrem Fenster, Berlim 1977
- "Brüderlichkeit", Frankfurt am Main 1978
- Die beste Stadt für Blinde und andere Berichte, Zurique 1980 (ISBN 3-288-02811-5)
- Die Ballade von der Typhoid Mary, Frankfurt am Main 1982 (ISBN 3-518-02810-3)
- Wahn und Müll, Zurique 1983 (ISBN 3-85791-063-1)
- Die Liebe ist eine Himmelsmacht, Frankfurt am Main 1985
- Kilroy, Frauenfeld 1988 (ISBN 3-7294-0051-7)
- Geographie der Lust, Frankfurt am Main 1989 (ISBN 3-518-39035-X)
- Eine Halbtagsstelle in Pompeji, Frankfurt am Main 1993 (ISBN 3-518-40509-8)
- Melancolia Americana, Zurique 1994
- Plötzlich, Frauenfeld 1994 (ISBN 3-7294-0094-0)
- Im Innern der Erde wütet das Nichts, Frauenfeld 2000 (ISBN 3-7294-0288-9)
- Mond ohne Zeiger, Frauenfeld 2001 (ISBN 3-7294-0312-5)